# كفر الصارم القبلي
كفر الصارِم القبلي إحدى قرى مركز زفتى التابع لمحافظة الغربية بجمهورية مصر العربية.

## التاريخ
هي قرية قديمة اسمها الأصلي العمريات، وردت القرية في قوانين الدواوين باسم كفر منية الرخا نسبة إلى قرية ميت الرخا المجاورة لها. وردت القرية في تاريخ 1228هـ/1813م الذي عدّ قرى مصر بعد المسح الذي قام به محمد علي باشا باسم «منية الصارم» وكانت وقتها من توابع مسجد وصيف ثم فصلت عنها سنة 1228 هـ باسمها الحالي تمييزًا لها عن قرية كفر الصارم البحري التي بمركز سمنود.

## السكان
بلغ عدد سكان كفر الصارم القبلي 2448 نسمة حسب تقدير عام 2018.
| السنة  | 1882 | 1897 | 1907 | 1927 | 1947 | 1960 | 1976 | 1986 | 1996 | 2006  | 2018 |
| ------ | ---- | ---- | ---- | ---- | ---- | ---- | ---- | ---- | ---- | ----- | ---- |
| القرية | 437  | 651  | 746  | 1305 | 1387 | 1226 | 1345 | 1376 | 1543 | 1,801 | 2448 |